# Le Landin
Le Landin település Franciaországban, Eure megyében. Lakosainak száma 262 fő (2022. január 1.). Le Landin Barneville-sur-Seine, Hauville, Honguemare-Guenouville, Heurteauville, Jumièges és Arelaune-en-Seine községekkel határos.

## Népesség
A település népességének változása:
| Lakosok száma | 108  | 103  | 160  | 160  | 190  | 195  | 209  | 221  | 223  | 262  |
|               | 1968 | 1982 | 1990 | 2006 | 2013 | 2015 | 2017 | 2019 | 2020 | 2022 |